# Pounamuella vulgaris
Pounamuella vulgaris är en spindelart som först beskrevs av Forster 1956.  Pounamuella vulgaris ingår i släktet Pounamuella och familjen Orsolobidae. Inga underarter finns listade i Catalogue of Life.